# South Harbour (Nova Scotia)
South Harbour (englisch für „Südhafen“) ist eine kleine Gemeinde in der Aspy Bay Region des Victoria County auf Cape Breton Island der kanadischen Provinz Nova Scotia.
Die Gemeinde grenzt südlich an den Cape Breton Highlands National Park.

## Geographie
Eigentlich ist South Harbour eine unzutreffende Bezeichnung – der einzige Wasserweg aus South Harbour ist ein Kanal, der quer durch eine Sandbank ins Meer fließt und zu klein ist für kommerzielle Wasserfahrzeuge. Durch den Zulauf von Süßwasser über den Glasgow Bach und den Effies Bach entsteht in der Bucht Brackwasser. Die Bucht ist also eigentlich ein Ästuar.

## Wirtschaft
Wie bei vielen Gemeinden auf Cape Breton Island sind die Fischerei und der Tourismus die Haupteinnahmequelle für Einwohner. Eine Vielzahl von saisonalen Unterkünften stehen für die Besucher zur Verfügung. Es gibt viele Möglichkeiten für Outdoor-Aktivitäten wie Kanufahren, Kajakfahren, Wandern, Schwimmen und Segeln in und um die Gemeinde. Im Hafen werden Austern und Muscheln geerntet. 

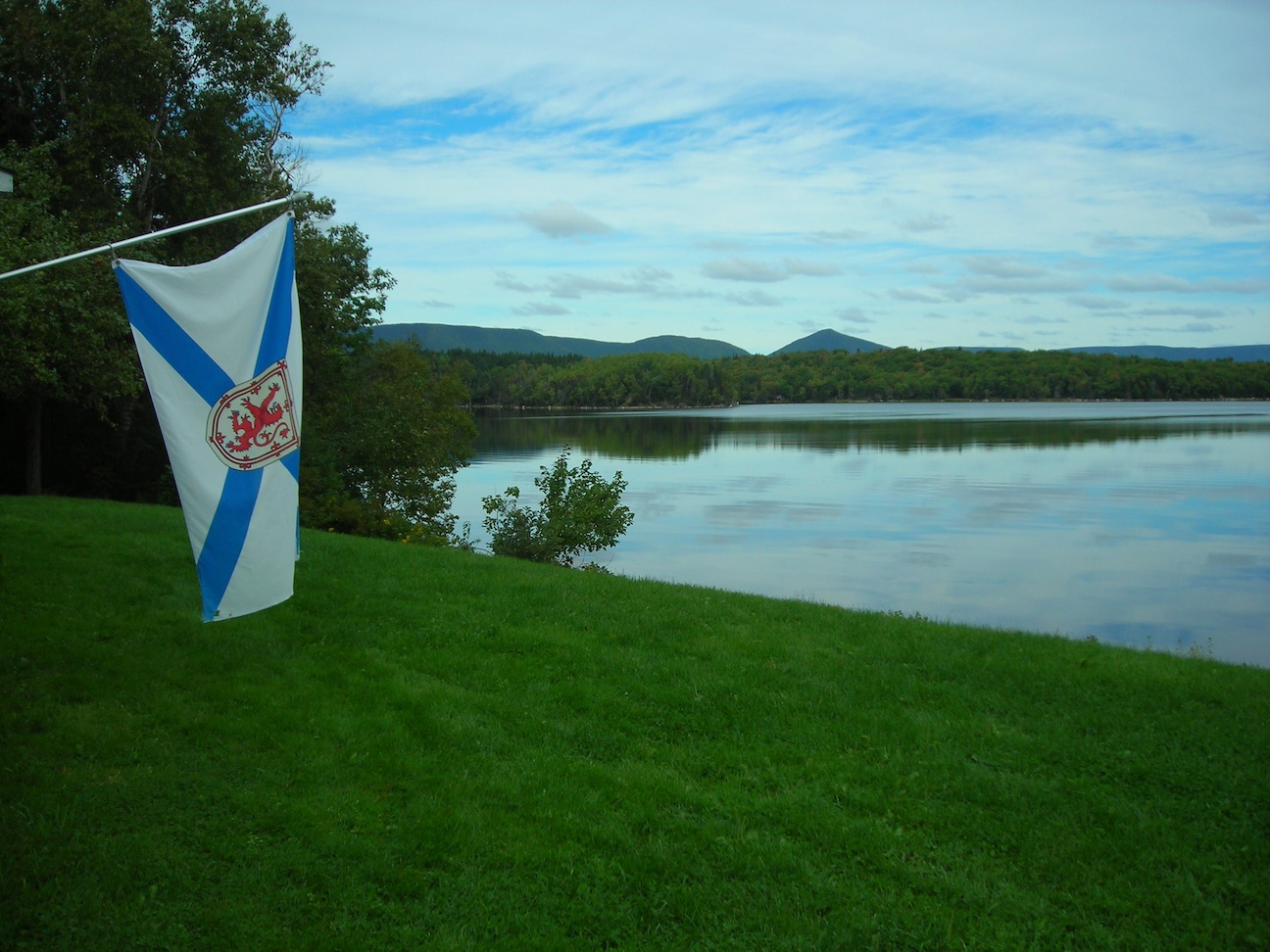
South Harbour im Sommer
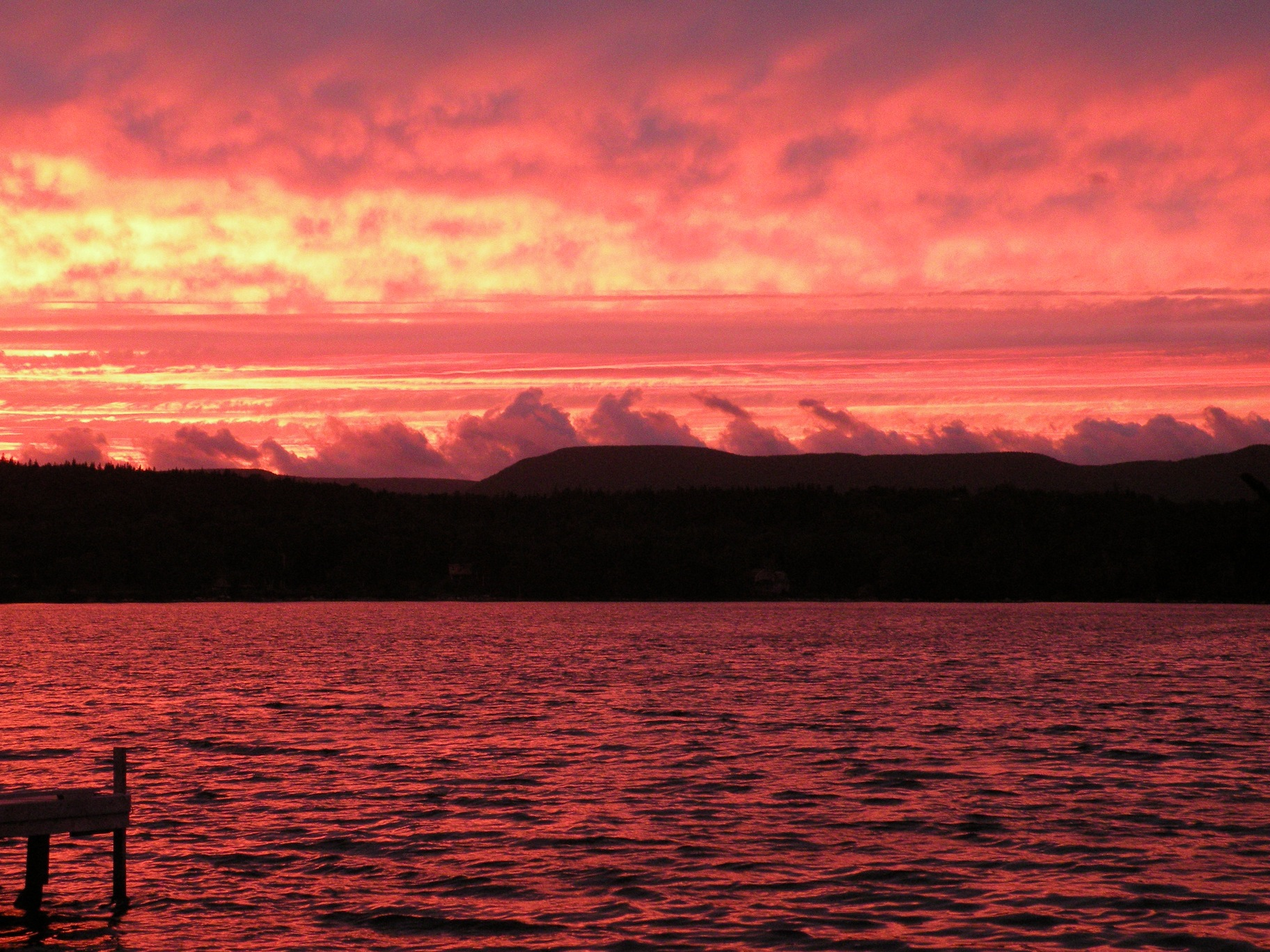
Sonnenuntergang über South Harbour
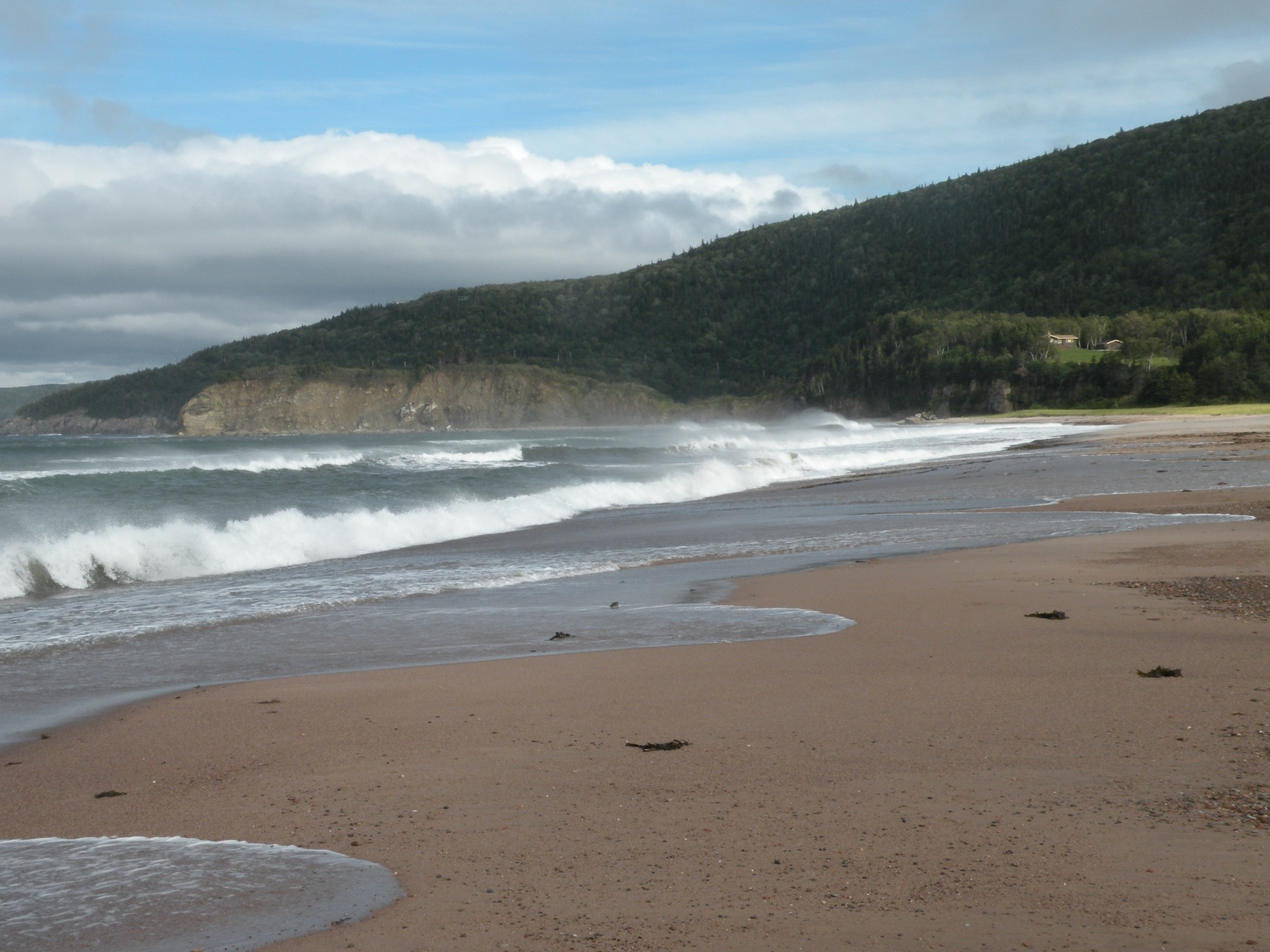
South Harbour strand im Sommer
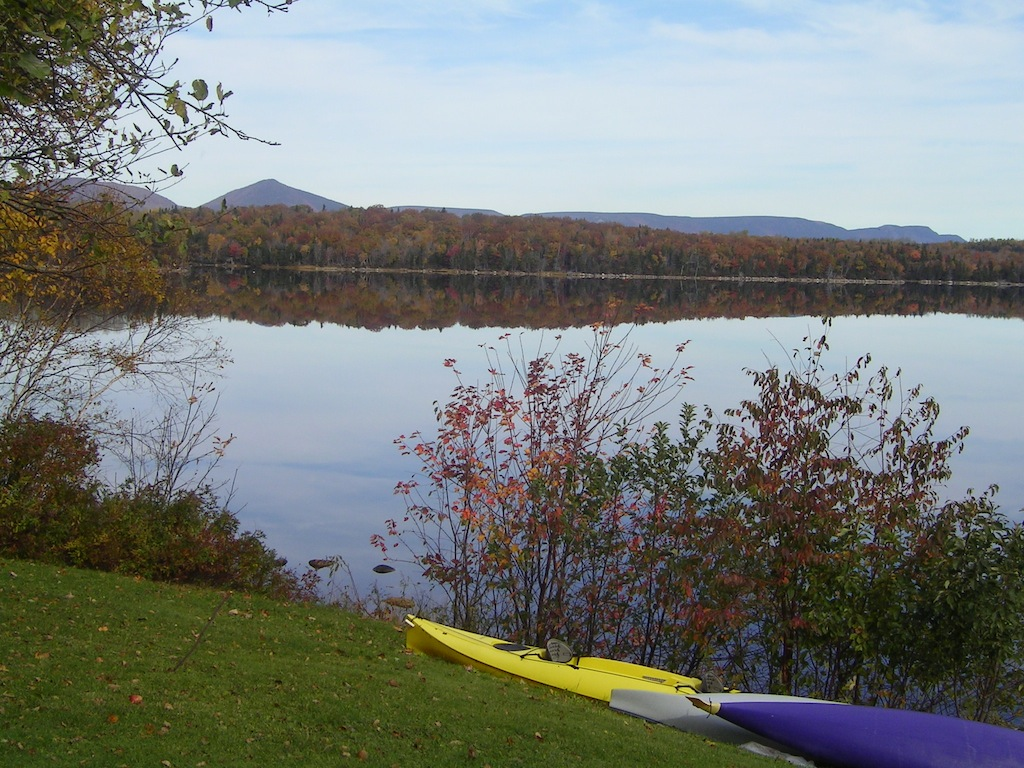
South Harbour im Herbst
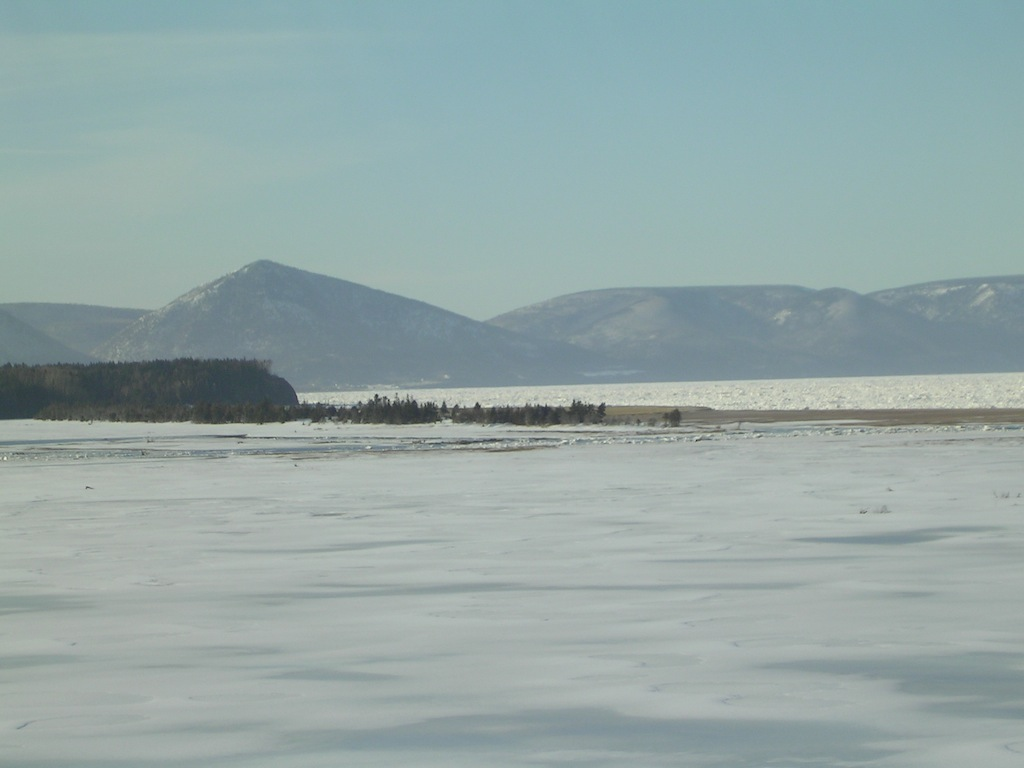
South Harbour im Winter
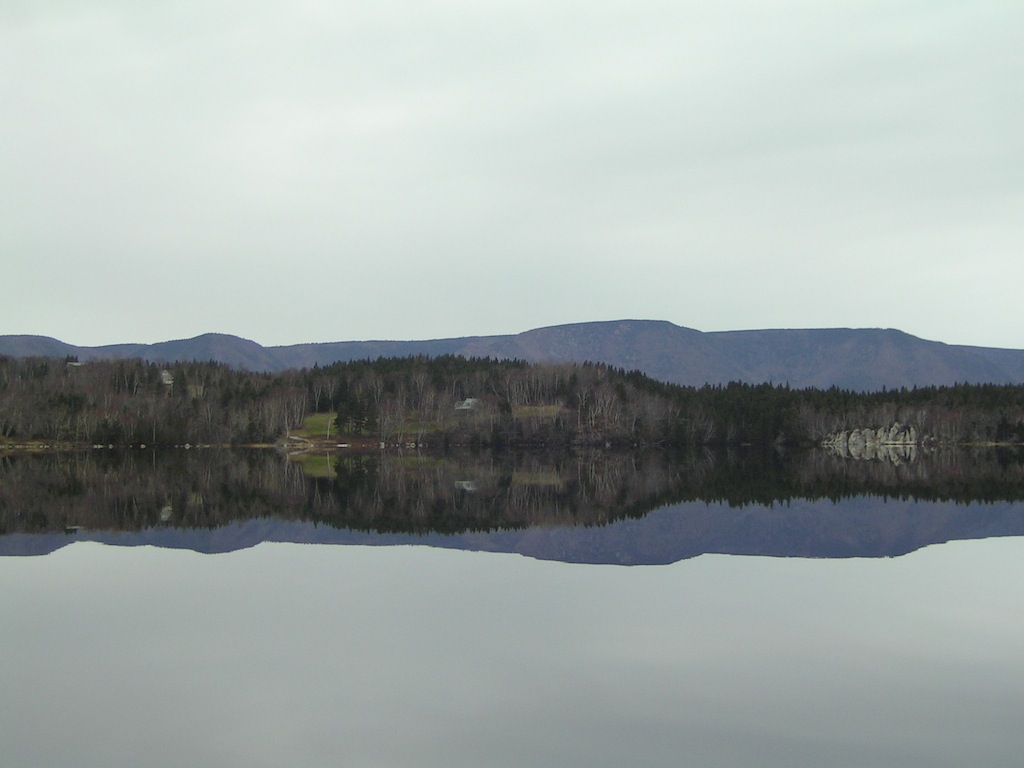
South Harbour an einem ruhigen Tag